# Nyers László
Nyers László (Nemesdéd, 1934. április 14. – 2013. január 22.) Európa-bajnoki bronzérmes birkózó, színész. Dunaújváros első olimpikonja.

## Pályafutása
1934. április 14-én a Nemesdéden született.  1952 és 1962 között a Nagykanizsai Lokomotív, 1962–63-ban a Pécsi VSC, 1963 és 1971 között a Dunaújvárosi Kohász birkózója volt. 1966 és 1968 között válogatott kerettag volt. Szabadfogásban és kötöttfogásban is versenyzett. Legnagyobb sikerét az 1968-as szkopjei Európa-bajnokságon érte el egy bronzéremmel. Az 1968-as mexikóvárosi olimpiát a második mérkőzésén sérülés miatt kénytelen volt feladni. A kétszeres olimpiai bajnok Kozma István állandó edzőpartnere volt. Több filmben is epizódszerepet kapott. Kósa Ferenc Tízezer nap című filmjében az egyik főszereplő volt.

## Sikerei, díjai

### Szabadfogásban
- Európa-bajnokság
  - 3.: 1968, Szkopje
- Országos bajnokság (nehézsúly)
  - 2.: 1967, 1968
  - 3.: 1964, 1965, 1966

### Kötöttfogásban
- Országos bajnokság (nehézsúly)
  - 2.: 1965, 1967
  - 3.: 1964

1971. A Magyar Nėpköztársasàg Érdemes Sportolója

## Filmszerepei
- Tilos a szerelem (1965)
- Minden kezdet nehéz (1966)
- Tízezer nap (1967) – Csere Mihály
- A múmia közbeszól (1967)
- Ítélet (1970)
- Jelenidő (1972)
- Holnap lesz fácán (1974)
- Keménykalap és krumpliorr – A tettes lépre megy (1974)
- Egyszeregy (1978) – Az ács